# 釧路空港インターチェンジ
釧路空港インターチェンジ（くしろくうこうインターチェンジ）は、北海道釧路市にある道東自動車道（北海道横断自動車道黒松内釧路線）のインターチェンジ（地域活性化インターチェンジ）である。

## 歴史
- 2020年（令和2年）
  - 10月16日：当IC設置の連結許可が下りる[3]。
  - 10月23日：当IC設置について公表。仮称は釧路空港インターチェンジ[4]。
- 2024年（令和6年）
  - 9月12日：IC名称が仮称通りの「釧路空港インターチェンジ」に決定[1]。
  - 12月22日：阿寒IC - 釧路西IC間開通に伴い、供用開始[5]。

## 周辺
- 釧路空港
- 釧路市動物園
- 釧路市丹頂鶴自然公園
- 釧路湿原国立公園

## 接続する道路
- 直接接続
  - 北海道道952号山花鶴丘線[2]

## 料金所
- 通行料金は無料のため、料金収受設備の設置はなし。

## 隣
E38 道東自動車道
(17) 阿寒IC - (17-1) 釧路空港IC - (18) 釧路西IC